# Steve Burke

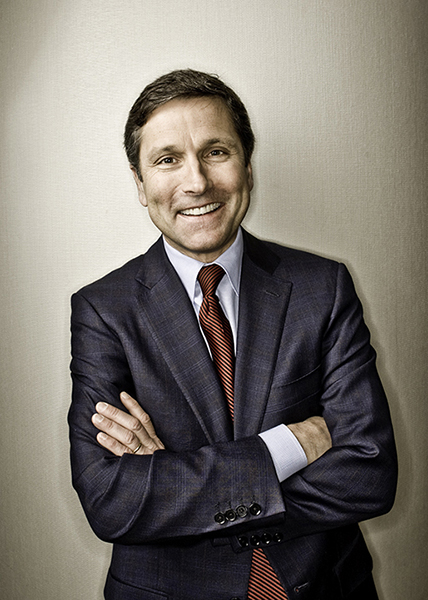
Steve Burke, 2008

Stephen „Steve“ Burke (* 14. August 1958) ist ein US-amerikanischer Unternehmer.

## Leben
Burke studierte am Colgate University und der Harvard Business School.
Er war Executive Vice President von Disney Store und Comcast sowie CEO und President von NBCUniversal.
Er hat einen Sitz im Boards of Directors of NBCUniversal, Berkshire Hathaway, JPMorgan Chase sowie im Board of Trustees des Children’s Hospital of Philadelphia.